# Ryedale Grand Prix
Le Ryedale Grand Prix est une course cycliste disputée autour d'Ampleforth, dans le district de Ryedale. Créée en 2005, cette compétition fait partie du calendrier du British Cycling National Circuit Series. Elle comprend une épreuve pour les hommes et une autre pour les femmes,.
La course se déroule sur un parcours escarpé qui emprunte les Howardian Hills. Certaines éditions ont décerné les titres de champion de Grande-Bretagne sur route. 

## Palmarès

### Hommes
| Année | Vainqueur              | Deuxième          | Troisième            |              |
| ----- | ---------------------- | ----------------- | -------------------- | ------------ |
| 2005  | Russell Downing        | Steve Cummings    | Yanto Barker         |              |
| 2006  | Evan Oliphant          | Ben Greenwood     | Matthew Stephens     |              |
| 2007  | Chris Newton           | Russell Downing   | Matthew Stephens     |              |
| 2008  | Rob Hayles             | Peter Kennaugh    | Dean Downing         |              |
| 2009  | Russell Downing        | Ian Wilkinson     | Kevin Dawson         |              |
| 2010  | Rob Partridge          | Darren Lapthorne  | Wouter Sybrandy (en) |              |
| 2011  | Jonathan Tiernan-Locke | Evan Oliphant     | Dan Fleeman          |              |
| 2012  | Ian Stannard           | Alex Dowsett      | Russell Hampton      |              |
| 2013  | Joe Perrett            | Ian Bibby         | Richard Handley      |              |
| 2014  | Richard Handley        | Mike Cuming       | Russell Downing      |              |
| 2015  | Ian Bibby              | Tom Moses         | Pete Williams        |              |
| 2016  | Ian Bibby              | Jack Pullar (en)  | Adrià Moreno         |              |
| 2017  | Oliver Wood            | Matthew Holmes    | Graham Briggs        |              |
| 2018  | Graham Briggs          | Max Stedman       | Connor Swift         |              |
| 2019  | James Shaw             | Jacob Scott       | Steve Lampier        |              |
| 2020  | Pas organisé           | Pas organisé      | Pas organisé         | Pas organisé |
| 2021  | Alex Peters            | Toby Barnes       | Oliver Rees          |              |
| 2022  | Alexandar Richardson   | Jack Rootkin-Gray | Jacob Scott          |              |
| 2023  | Harry Birchill         | Zeb Kyffin        | Adam Lewis           |              |
| 2024  | Tom Williams           | Matthew Holmes    | Rowan Baker          |              |

### Femmes
| Année | Vainqueur         | Deuxième           | Troisième            |              |
| ----- | ----------------- | ------------------ | -------------------- | ------------ |
| 2013  | Hannah Barnes     | Emma Grant         | Anne Ewing           |              |
| 2014  | Nicola Juniper    | Laura Massey (en)  | Bethany Hayward (en) |              |
| 2015  | Nicola Juniper    | Abby-Mae Parkinson | Rebecca Nixon        |              |
| 2016  | Nicola Juniper    | Annasley Park (en) | Alice Sharpe         |              |
| 2017  | Laura Massey (en) | Alice Sharpe       | Elizabeth Banks      |              |
| 2018  | Anna Henderson    | Anna Christian     | Mary Wilkinson       |              |
| 2019  | Claire Steels     | Anna Christian     | Jennifer Powell      |              |
| 2020  | Pas organisé      | Pas organisé       | Pas organisé         | Pas organisé |
| 2021  | Illi Gardner (en) | Becky Storrie      | Corinne Side         |              |
| 2022  | Abi Smith         | Mary Wilkinson     | Danielle Shrosbree   |              |
| 2023  | Millie Couzens    | Tiffany Keep       | Mary Wilkinson       |              |
| 2024  | Lucy Lee          | Lauren Dickson     | Frankie Hall         |              |